# Öxabäcks socken
Öxabäcks socken i Västergötland ingick i Marks härad, ingår sedan 1971 i Marks kommun och motsvarar från 2016 Öxabäcks distrikt.
Socknens areal är 92,39 kvadratkilometer varav 85,47 land. År 2000 fanns här 945 invånare.  Tätorten Öxabäck med sockenkyrkan Öxabäcks kyrka ligger i socknen.

## Administrativ historik
Socknen har medeltida ursprung.
Vid kommunreformen 1862 övergick socknens ansvar för de kyrkliga frågorna till Öxabäcks församling och för de borgerliga frågorna bildades Öxabäcks landskommun. Enligt beslut den 29 juli 1887 överfördes från Öxabäcks jordebokssocken till Älekulla jordebokssocken 1/4 mantal Högahägnen (med 18 invånare den 31 december 1880), som sedan tidigare tillhört både Älekulla församling och kommun. Den 1 januari 1892 (enligt beslut den 27 februari 1891) upphörde den oregelbundenhet att Öxabäcks kyrksocken var uppdelad på två jordebokssocknar och härader: 11 27/32 mantal (med 979 invånare den 31 december 1890) i Öxabäcks jordebokssocken i Marks härad, och den så kallade Skänklingen bestående av 5 5/8 mantal (med 497 invånare den 31 december 1890) i Holsljunga jordebokssocken i Kinds härad omfattande hemmanen och lägenheterna 1/4 mantal Elmhult, 1/4 mantal Gunbjörntorp, 3/8 mantal Hallstenstorp, 1/8 mantal Kapellabo, 1/4 mantal Rud eller Ryd nummer 1 jämte e äng nummer 2, 1/8 mantal Spjutås eller Svedjetorp nummer 1, 3/8 mantal Spjutås nummer 2, 1/4 mantal Gerfvidsnäs, 1/4 mantal Stenshult, 1/4 mantal Boasten, 1/4 mantal Backen, 1/2 mantal Backa Lillegård, 1/4 mantal Fagerhult, 1/4 mantal Höltö, 1/4 mantal Mjögasjö, 1/2 mantal Tocknarås nummer 1, 1/8 mantal Tocknaråskvarnen nummer 2, 1/2 mantal Strömma samt 1/4 mantal Tåsthult Yttergården nummer 1 och 1/4 mantal Tåsthult Övregården nummer 2. Detta område överfördes alltså 1 januari 1892 från Holsljunga jordebokssocken och Kinds härad till Öxabäcks jordebokssocken och Marks härad.
Landskommunen uppgick 1952 i Svansjö landskommun som 1971 uppgick i Marks kommun.
1 januari 2016 inrättades distriktet Öxabäck, med samma omfattning som församlingen hade 1999/2000.  
Socknen har tillhört län, fögderier, tingslag och domsagor enligt vad som beskrivs i artikeln Marks härad. De indelta soldaterna tillhörde Älvsborgs regemente, Södra Kinds kompani och Västgöta regemente, Elfsborgs kompani.

## Geografi
Öxabäcks socken ligger nordost om Varberg. Socknen är en småkuperad sjörik skogsbygd med viss odlingsbygd i ådalar.

## Fornlämningar
Ett tiotal boplatser och en hällkista från stenåldern är funna. Från bronsåldern finns gravrösen.

## Namnet
Namnet skrevs 1528 Öxzäbeckä och kommer från en gård som ligger vid ett vattendrag. Namnet innehåller Öxa, 'oxe'.